# Anno (archevêque)
Pour les articles homonymes, voir Anno.
Anno, dit aussi Annon ou Annon l'Archimandrite (? - † ap. 994), était archevêque d’Arles (981-994)

## Biographie
Son surnom d'Archimandrite peut laisser penser qu'il est originaire de la Grèce ou du Moyen-Orient ou qu'il y vécut avant d'être nommé archevêque d'Arles. En réalité on ne connaît que peu d’éléments de la vie d’Anno. 
- En 988, il fonde l’abbaye Saint-Gervais de Fos, à la tête de laquelle il place Platon, un des chanoines de la cathédrale Saint-Étienne d'Arles. À l'initiative de ce clerc, sans doute chargé de l'église, et avec l'accord de l'archevêque d'Arles, une communauté de moines s'y établit en 989 et s'attelle, peut-être avec l'aide des seigneurs de Fos, à la construction des bâtiments de l'abbaye. Anno consacre cette abbaye officiellement en mai 992.
- En 991 dans une charte datée du 4 août, Anno avec Guillaume, comte de Provence, Amaury archevêque d'Aix-en-Provence et Ingilramn, évêque de Cavaillon donne son accord  à Teudéric l'évêque d'Apt à la constitution en Chapitre des prêtres desservant la cathédrale consacrée à Notre-Dame, saint Pierre et saint Castor.
- En 994, il quitte son évêché  et prend l’habit dans le monastère bourguignon de Cluny qui jouit à cette époque d’une grande influence spirituelle dans le royaume d’Arles ; il meurt la même année[1].

Avec d'autres prélats locaux, il est un allié de l'abbaye de Cluny dans l'entreprise de restauration de l'Église provençale à la fin du Xe siècle.

### Sources
- Martin Aurell, Jean-Paul Boyer, Noël Coulet - La Provence au Moyen Âge –  (ISBN 2853996174) ; pages 40–41.